# Mezzani
Mezzani là một đô thị ở tỉnh Parma ở vùng Emilia-Romagna của Italia, tọa lạc cách khoảng 90 km về phía tây bắc của Bologna và khoảng 15 km về phía đông bắc của Parma.
Mezzani tiếp giáp các đô thị sau đây: Brescello, Casalmaggiore, Colorno, Parma, Sorbolo, Torrile, Viadana.